# Eugène Gilbert
Eugène Paul Léonard Philippe Gilbert (Leuven, 17 juli 1864 - Lustin, 18 november 1919) was een Belgisch edelman.

## Levensloop
Hij was een zoon van Louis-Philippe Gilbert, mathematicus, hoogleraar aan de Université Catholique de Louvain, van Franse origine, en van Isa Dauw. In 1884 opteerde Eugène voor de Belgische nationaliteit. Hij promoveerde tot doctor in de rechten en werd directeur van de Revue Générale. In 1906 werd hij in de Belgische erfelijke adel opgenomen.
Hij trouwde in 1890 in Leuven met Amélie Ernst (1864-1931) en ze kregen twee dochters en een zoon.

## Philippe Gilbert de Cauwer
Philippe Gilbert (1893-1953), zoon van Eugène, kreeg in 1928 vergunning om aan de familienaam de Cauwer toe te voegen. Hij was industrieel en werd burgemeester van Lustin. Hij trouwde in Anhée in 1921 met Marie-Emma de Wouters de Bouchout (1897-1981). Ze kregen zes kinderen, met (talrijke) afstammelingen tot heden.